# 天主教莫雷利亞總教區
天主教莫雷利亞總教區（拉丁語：Archidioecesis Moreliensis）是羅馬天主教一個教省總教區，下轄四個教區。
總教區位於墨西哥米却肯州，成立於1863年1月26日（其前身的米却肯教區成立於1536年8月8日），1924年11月22日易名至今。2004年有教友2,259,784人，佔轄區總人口95.0%。教區下轄218個堂區，有513名司鐸。現任教區總主教為阿爾韋托·蘇亞雷斯·因達樞機。